# Битка за Тимор
Битка за Тимор (енгл. Battle of Timor), вођена 20. фебруара 1942, била је јапанска победа у Источној Индији током рата на Пацифику.

## Позадина
Док су савезници концентрисали главнину снага у Индонезији за одбрану Јаве, јапанска 16. армија, којој је поверено заузимање Холандске Источне Индије уз подршку дела 2. флоте, поделила се у три поморско-десантна одреда: Централна група заузела је Борнео и острво Таракан (17. децембра 1941-16. фебруара 1942), Западна група освојила је Суматру (14. фебруара-28. марта 1942), а Источна група напала је острва Целебес, Амбон, Тимор и Бали.

### Пад Целебеса и Амбона
Источна група јапанске 16. армије састојала се од 38. пешадијске дивизије и 1 моторизованог батаљона. Поморско десантни одред од 6 транспортних бродова у пратњи 1 лаке крстарице, 12 разарача, 1 лаког носача авиона, 3 тешке крстарице и 1 носача хидроавиона испловио је 9. јануара 1942. према Целебесу, који је након битке за Манаду освојен за мање од месец дана борбе, уз губитак једног разарача, потопљеног од америчке подморнице. Други поморско-десантни одред је после 4 дана борбе заузео острво Амбон (3. фебруара 1942).

## Битка
Након освајања Амбона, исте јапанске снаге искрцале су се 20. фебруара 1942. на острво Тимор и после краће борбе савладале савезничке снаге (1.400 Аустралијанаца, 500 Холанђана и 500 Португалаца). У међувремену, мањи јапански одред (1 моторизовани батаљон, 2 транспортна брода, 1 лака крстарица и 8 разарача) искрцао се 19. фебруара 1942. на острво Бали и заузео тамошњи аеродром. Холандски адмирал Карел Дорман безуспешно је интервенисао тек ноћу 19/20. фебруара, пошто су се Јапанци већ искрцали на острво Бали, и при томе потопио 1 противнички транспортни брод и оштетио 1 разарач, док су Јапанци потопили 1 холандски разарач. Тиме су биле завршене јапанске припреме за напад на острво Јаву.